# Referendum in Sierra Leone 1978

Flagge von Sierra Leone

Das Referendum in Sierra Leone 1978 fand in dem westafrikanischen Staat vom 5. bis 12. Juni 1978 statt und diente der „Bestätigung“ einer neuen Verfassung durch das Volk. Ziel der neuen Verfassung war die Einführung eines Präsidialsystems auf Grundlage eines Einparteiensystems, das den All People’s Congress als einzige legitime Partei erlaubt.

## Ergebnis
Die Wahl wurde als „extrem manipuliert“ bezeichnet. Es gab 2.235.400 registrierte Wähler, von denen 2.215.146 ihre Stimme abgaben. Die Wahlbeteiligung lag somit bei 99,11 Prozent.
| Partei | Stimmen   | Stimmenanteil |
| ------ | --------- | ------------- |
| Ja     | 2.152.460 | 97,15 %       |
| Nein   | 63.186    | 02,85 %       |
| GESAMT | 2.215.646 | 100 %         |